# Синдром Герстмана
Синдром Герстмана (синдром Герстмана-Шильдера, синдром угловой извилины) — неврологическое расстройство, которое характеризуется набором симптомов, указывающих на наличие поражения определённой области мозга. Назван в честь австрийского невролога Йозефа Герстмана (Josef Gerstmann, 1887—1969).

## Основные симптомы
Синдром Герстмана характеризуется четырьмя основными признаками:
1. Дисграфия / аграфия: затруднения в способности писать;
2. Дискалькулия / акалькулия: трудности в изучении или понимании математики;
3. Пальцевая агнозия: неспособность отличать пальцы рук;
4. Право-левая дезориентация.

## Причины
Данное расстройство часто связывается с повреждениями в доминантном по речевой функции (обычно левом) полушарии головного мозга, в частности в угловой (gyrus angularis) и надкраевой (gyrus supramarginalis ) извилинах в месте соединения височной и теменной долей. В научной литературе существуют значительные разногласия относительно того, является ли синдром Герстмана действительно объединённым, теоретически мотивированным синдромом. В связи с этим его диагностическая полезность подвергается сомнению как невропатологами, так и нейропсихологами. Угловая извилина обычно участвует в переводе письменных визуальных образов и слов в значащую информацию, происходящем, например, в процессе чтения.

## Лечение
Эффективных методов борьбы с синдромом Гертсмана не существует. Терапия является симптоматической и поддерживающей.Профессиональная и речевая терапии могут уменьшить дисграфию и апраксию. Дополнительной помощью для школьников в борьбе с данными расстройствами служит использование калькуляторов и текстовых редакторов.